# 五人ライダー対キングダーク
- 仮面ライダーシリーズ > 仮面ライダーX > 五人ライダー対キングダーク
- 東映まんがまつり > 五人ライダー対キングダーク

『五人ライダー対キングダーク』は、1974年7月25日に「フィンガー5と遊ぼう! 東映まんがまつり」の一編として公開された、東映の中編映画。併映作品は『フィンガー5の大冒険』、『マジンガーZ対暗黒大将軍』、『ゲッターロボ』、『イナズマンF』、『魔女っ子メグちゃん』。
28分、シネスコ、カラー作品。

## 概要
テレビ番組『仮面ライダーX』の劇場用新作。この年3月の「東映まんがまつり」の春興行ではテレビ本編の第3話をシネスコサイズにトリミングしたもの（いわゆる「ブローアップ」）が上映されたが、劇場用完全オリジナルとしては本作品が初となる。「仮面ライダーX」を主役とする映画であるが、シリーズで初めて題名には特定の仮面ライダーの名が冠せられていない。
本作品の制作された1974年（昭和49年）は、『仮面ライダー』が巻き起こした「変身ブーム」がピークを過ぎ、『マジンガーZ』（東映動画、フジテレビ）に代表される「巨大ロボットアニメ」が代わって子供たちの心を捉えており、『仮面ライダーX』テレビ本編にも新しい大幹部として、巨大ロボットの「キングダーク」が登場することとなった。テレビ本編が「神話怪人」シリーズから「キングダーク」率いる「世界悪人軍団」シリーズへと移行する変換期に制作された本作品では、これを反映し、アポロガイスト配下の「GOD秘密警察」と「悪人怪人」、またチコ、マコが混在して登場するなど、両者の設定にまたがる作劇となっている。興行タイトルとしても「フィンガー5と遊ぼう! 東映まんがまつり」と題し、劇場ポスターではメインに『マジンガーZ対暗黒大将軍』が配置され、時代の趨勢をうかがわせるものとなっている。
歴代仮面ライダー4人が客演するが、1号はニューヨーク、2号はパリ、V3はモスクワ、ライダーマンはタヒチから駆けつけたと説明される。ライダーマンはテレビ本編『仮面ライダーX』の前作である『仮面ライダーV3』の劇中で死が描かれたキャラクターであったが、本作品の公開が7月であったため、「七夕に子供たちの願いを叶えてもいいだろう。」と平山プロデューサーの意見で本作品が正式な復帰作となった。
4人のライダーはほとんど変身後の姿で行動し、奇岩城での変身する時のみ素顔を見せているが、それらのシーンには、本郷猛（1号）、一文字隼人（2号）が映画『仮面ライダー対ショッカー』、風見志郎（V3）が映画『仮面ライダーV3対デストロン怪人』、結城丈二（ライダーマン）はV3のテレビ本編の映像を流用していて、オリジナルキャストの劇中における素顔での出演はなかった。
仮面ライダー2号は、ライダーキックを放つ際に、「2号ライダーキック」、「ライダー2号キック」と叫んでいる。またライダーマンは、オープニングでは右腕、ネプチューン戦では左腕にパワーアームを装備しているが、決戦で「カセットアーム」を装着していない。
アクション面では、トランポリンによるジャンプ撮影が、雨天によりすべて屋内のホリゾントを背景に行われていて、カットによってはスタジオの天井が写り込んでいる。
公開前には、伊勢丹新宿店にて大々的なタイアップイベントが催された。
仮面ライダーシリーズの劇場版は、この後1975年春に『仮面ライダーアマゾン』、同年夏には『仮面ライダーストロンガー』が、それぞれ「東映まんがまつり」内で公開されるが、いずれもテレビ版をブローアップしたものであり、劇場用新作は製作されなかった。シリーズの劇場用新作は、本作品から6年後の1980年春に公開された『仮面ライダー (スカイライダー)』の劇場用新作『仮面ライダー 8人ライダーVS銀河王』であった。

## あらすじ
日本壊滅を図る暗黒組織「GOD」の新幹部キングダークの命によって、キマイラ・ガマゴエモン・ユリシーズ・アキレス・ジンギスカンコンドルの五怪人が行動を開始した。協力者立花藤兵衛のもと、モトクロス場でオートバイ訓練を行っていた神敬介（仮面ライダーX）は、ジンギスカンコンドルとガマゴエモンに襲撃される。二怪人を前に仮面ライダーXへ変身した敬介だが、その戦いの映像はキマイラとアキレスによってGODアジトに中継され、キングダークと手術台の謎の怪人がこれを見守っていた。やがてデータ採取終了の信号弾が上げられ、退散する二怪人。敵の目的が分からず、いぶかるXライダーだった。
ある晩、都内に住むエツ子とマサルの姉弟は、地下から響く不気味な声に目を覚ます。Xライダーに知らせようと、ひとりで外へ出たマサルの前に現れたのは、GODの動きを探っていた仮面ライダー1号だった。その様子を陰から窺うユリシーズ。翌朝、人間に化けたユリシーズは犬に吠えかかられて正体を現し、飼い主の少年を襲ったが、仮面ライダー2号が現れるとあっさり退却した。さらに多摩川では奇妙な機械を背負ったネプチューン・キクロプス・ヒュドラーを目にした少年が3怪人に襲われるが、そこにライダーマンが現れると、これも退却してしまった。
一方、GODアジトでは、雷鳴とどろく中ついに謎の怪人コウモリフランケンが立ち上がった。キングダークは立花藤兵衛の営む喫茶店に、メドウサ・アトラス・プロメテス・キャッティウスをさし向け、Xライダーを誘い出す。山中でコウモリフランケンと怪人軍団の出迎えを受けたXは、「クルーザーアタック」でこれを退け、続いて藤兵衛と若い女性を襲ったヘラクレス、パニック、アトラスを、仮面ライダー1号・2号・V3・ライダーマン・Xライダーの五人ライダーが勢ぞろいして撃退した。しかしGODの計画はいまだ謎のままであった。

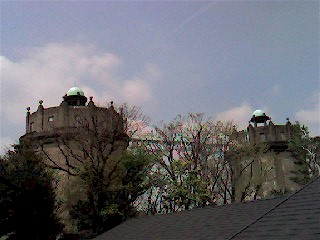
「奇岩城」として使われた「駒沢給水塔」

先日、地下から響く不気味な声を聞いたマサルとエツ子は、その言葉を思い出そうとしていたが、二人に同行する男の口にした「GOD、東京・品川・新宿、カラカラカラ…」という謎めいた言葉によって、東京中の水を枯らしてしまう「カラカラ作戦」との文言を思い出す。男はいきなりイカルスの正体を現し、エツ子をさらい空に消えてしまった。その生き血をコウモリフランケンのエネルギーとするため、エツ子ら若い女性たちが次々に拉致されていたのだ。マサルによってGODの計画を知った五人ライダーは、スパイ蝙蝠を追ってGODのアジト「奇岩城」を突き止め、ここにコウモリフランケンの率いる再生怪人軍団と5人ライダーの一大決戦が始まった。
「お台場13号埋め立て地」に移った戦いは、ついに5人ライダーの勝利に終わった。キングダークの潜む塔へ乗り込んだXだったが、キングダークは「本当の恐ろしさはこれからだ」と言い残し、その姿を塔もろとも幻影のなかに消してしまうのだった。戦いを終え、走り去る五人ライダーを飛行船のゴンドラから見送る藤兵衛と救助された女性たちだった。

## 登場怪人
コウモリフランケン
Xライダーを倒すために創られた、GOD最強を誇る新怪人。Xの戦闘データを基に研究して生み出され、すべての面においてXの能力を上回っている。両手に翼、背中に大砲を備え、空からの砲撃でXライダーを襲う。本家フランケンシュタイン（の怪物）のように、雷のエネルギーを浴びて蘇った。スパイ蝙蝠を操り、若い娘たちの生き血をビーカーに集め、これを飲んでエネルギーとしている。
1号の「ライダーキック」、2号の「ライダー2号キック」で左右の翼をもぎ取られ、4人のライダーの援助を受けた「Xライダースーパーファイブキック」を受け、まとめて積み重ねられていた怪人軍団の山の上に落ちて爆発した。
- デザインはテレビシリーズの神話怪人に引き続きエキスプロの高橋章が担当した。悪人軍団では高橋が唯一手掛けた怪人であり、第1作『仮面ライダー』から参加してきた高橋の昭和第1期での最後の怪人となった。企画の平山亨によるアイデアメモではテレビシリーズに登場する怪人の1体としてコウモリラスプーチンという名称で検討されていた。
- 撮影前の特写ではベルトをつけていない。
- 飛行用の1尺ミニチュアが作られ、撮影に使われている。

### 再生怪人
コウモリフランケンの指揮のもと、キングダークの力で蘇った怪人たち。本作品の脚本では、従来の作品と異なり各再生怪人の登場場面が明記されており、役割分担がなされていた。名称は初代と違うものがあるが、名乗りの際のもの。
ジンギスカンコンドル、ガマゴエモン
モトクロス場で神敬介を襲い、戦闘データをキマイラ、アキレスに中継させる。メドウサ、キャッティウスと共に「奇岩城」でXライダーを待ち受け、ロープを使った連携戦法で戦うが、遠心キックで倒される。
キマイラ、アキレス
ジンギスカンコンドル、ガマゴエモンとXライダーの戦いの映像を、GOD秘密警察とともに中継車でアジトへ送る。目的達成後Xライダーと戦うが、倒される。
ユリシーズ
人間の男に化けてのカラカラ作戦準備中に、「大嫌い」という犬に吠えかかられ、正体を現す。首の龍の口から溶解ガスを出して犬を溶かした。奇岩城とお台場での決戦にも参加。
ネプチューン、キクロプス、ヒュドラー
「カラカラ作戦」遂行のため、河で何事かを行っていた。背中に機械を背負っていたが、どういうものかは説明されなかった。ネプチューンとキクロプスは奇岩城とお台場での決戦に参加していたが、ヒュドラーのみ、奇岩城での決戦には参加していなかった。
メドウサ、アトラス、プロメテス、キャッティウス
立花藤兵衛の経営する喫茶店を襲撃し、神敬介をおびき出す。のちにアトラスは、ヘラクレスとパニックと合流。メドウサ、アトラス、プロメテスは、奇岩城とお台場での決戦に参加。キャッティウスは奇岩城での決戦にて、１号ライダーに投げ飛ばされて倒されたため、お台場での決戦に参加出来なかった。メドウサはテレビ本編初代は女の怪人だが、本作品では男の怪人になっている。
ヘラクレス、パニック
コウモリフランケンに捧げるため、アトラスと共に通りすがりの若い女性を藤兵衛ともども襲う。五人ライダーが到着すると退却した。ヘラクレスは奇岩城とお台場での決戦に参加していたが、パニックは、奇岩城での決戦には参加していなかった。パニックは初代と違いマントを羽織っていない。
イカルス
人間の男に化け、マサルと手をつなぎ、知人のような振る舞いをして登場するが、人物背景は説明されなかった。正体を現し、エツ子をコウモリフランケンの元へ運ぶ。奇岩城とお台場での決戦にも参加。
クロノス、アルセイデス、ケルベロス
奇岩城にてXライダーを待ち受ける。お台場での決戦にも参加。

## 出演者
- 神敬介 / 仮面ライダーX - 速水亮
- マコ - 早田みゆき
- チコ - 小板チサコ
- 小塙謙士
- 水の江じゅん
- 富士野幸夫
- 新草恵子
- 小松陽太郎
- 山田芳一
- 森裕介
- 和田文夫[注釈 6]
- テアトル・エコー
- 中屋敷鉄也
- 岡田勝
- コウモリフランケン[8] - 池田力也
- 中村文弥
- 新堀和男
- 中村裕
- 河原崎洋夫
- 飯塚実
- 翁長和男
- 湯川泰男
- 石塚信之
- 前田直高
- 立花藤兵衛 - 小林昭二

## スタッフ
- 原作 - 石森章太郎
- 脚本 - 伊上勝
- 企画 - 平山亨、阿部征司
- 音楽 - 菊池俊輔
- 撮影 - 川崎龍治（プロダクションショット）
- 照明 - 竹山隆
- 美術 - 島田定信（エキスプロダクション）
- 仕上制作 - 映広音響
- 録音 - 太田克己
- 編集 - 菅野順吉
- 効果 - 協立効果
- 記録 - 紀志一子[注釈 7]
- 助監督 - 福島孔道
- 進行主任 - 伊藤隆造
- 技斗 - 高橋一俊
- メークアップ - 小山英夫
- 装置 - 阿部幸夫
- 制作担当 - 佐久間正光
- 衣裳 - 東京衣裳
- トランポリン - 佐藤巧（大野剣友会）
- オートバイ協力 - スズキ自動車
- 現像 - 東映化学
- 監督 - 折田至

## 主題歌・挿入歌
※全曲とも、作曲・編曲は菊池俊輔。
「セタップ! 仮面ライダーX」（『仮面ライダーX』より）
作詞 - 石森章太郎 / 歌 - 水木一郎
オープニング曲および挿入歌として使用。
「レッツゴー!! ライダーキック」（『仮面ライダー』より）
作詞 - 石森章太郎 / 歌 - 藤浩一
「戦え! 仮面ライダーV3」（『仮面ライダーV3』より）
作詞 - 石森章太郎 / 歌 - 水木一郎
「かえってくるライダー」（『仮面ライダー』より）
作詞 - 滝沢真里 / 歌 - 子門真人
エンディング曲として使用。
その他、「ライダー賛歌」「ぼくのライダーマン」「Xライダーアクション」などのメロオケ版がBGMとして使用されている。

## 映像ソフト化
いずれも東映ビデオより発売。
- VHS（セル、レンタル）共通。2000年7月21日にVHSが発売された[9]。
- LD（セルのみ）
- DVD：「仮面ライダー THE MOVIE BOX 1972-1988」（2003年12月5日発売）、単巻.VOL.2（2006年3月21日発売。）、「復刻!東映まんがまつり1974夏」（2011年10月21日発売）
- BD：「仮面ライダー THE MOVIE Blu-ray BOX 1972-1988」（2011年5月21日発売）に収録。
- UHD：「仮面ライダー THE MOVIE 1972‐1988 4KリマスターBOX」（2021年11月10日発売）に収録。

## ネット配信
- 「東映オンデマンド」サービス開始を記念して、YouTube「東映特撮 YouTube official」で2022年12月1日から同年同月8日まで無料配信が行われている。